# Пиранья (фильм, 1978)
«Пиранья» (англ. Piranha) — американский комедийный фильм ужасов 1978 года, снятый и смонтированный Джо Данте по сценарию Джона Сэйлза, основанному на рассказе Ричарда Робинсона и Сейлза. В фильме снимались Брэдфорд Диллман, Хизер Мензис, Кевин Маккарти, Кинан Винн, Барбара Стил и Дик Миллер. В нем рассказывается история реки, зараженной смертельными генетически измененными пираньями, которые угрожают жизни местных жителей и посетителей близлежащего летнего курорта.
Исполнительный продюсер фильма - Роджер Корман. «Пираньи» является первой частью серии малобюджетных фильмов категории B, вдохновленных фильмом «Челюсти» (1975), который имел большой успех для Universal Pictures и режиссера Стивена Спилберга. Первоначально Universal рассматривала возможность получения судебного запрета на выпуск фильма «Пиранья», особенно потому, что тем же летом они выпустили фильм-сиквел «Челюсти 2», но иск был отклонен после того, как сам Спилберг заранее дал положительный отзыв о фильме. Вышедший 3 августа 1978 года фильм имел коммерческий успех, а позже стал культовым. За Пираньей последовало продолжение «Пиранья 2: Нерест» (1982) и два ремейка, один в 1995 году, а другой в 2010 году, которое породило собственное продолжение в 2012 году.

## Сюжет
Два подростка находят заброшенный военный городок и нагишом купаются в бассейне, но на них нападает и убивает невидимая сила.
Некоторое время спустя решительная, но рассеянная скиптрейсер Мэгги МакКаун отправляется на поиски пропавших подростков возле озера Лост-Ривер и нанимает угрюмого пьяницу из глубинки Пола Грогана, чтобы тот провел ее. Они обнаруживают комплекс и находят причудливые образцы в банках и доказательства пребывания внутри человека. Обнаружив дренажный переключатель близлежащего бассейна, Маккеун опорожняет его, чтобы обыскать дно, но входит изможденный мужчина и пытается остановить ее, пока Гроган не усмиряет его. Пара находит скелет в фильтрационной ловушке бассейна и узнает, что она была заполнена соленой водой. Мужчина просыпается и крадет их джип, но из-за дезориентации разбивается, и его доставляют в дом Грогана. На следующий день, когда все трое едут вниз по реке, незнакомец говорит паре, что бассейн был заполнен стаей пираний, и МакКаун выпустил их в реку. Она и Гроган настроены скептически, пока не наткнутся на труп Джека, друга Грогана.
Незнакомец оказывается доктором Робертом Хоаком, ведущим научным сотрудником несуществующего проекта войны во Вьетнаме под названием «Операция: Острые зубы», который включал в себя генетическую инженерию хищного и потрясающего вида пираний, способных выдерживать холодные воды рек Северного Вьетнама и подавлять движения Вьетконга. . Проект был отменен после окончания войны, но образцы мутантов выжили, и Хоак обратился к ним, чтобы спасти свою работу. Гроган понимает, что если местная плотина будет открыта, пираньи получат доступ к курорту «Затерянная река» и ближайшему летнему лагерю. По пути трио спасает мальчика, чей отец был убит пираньями, но Хоак убит мутантами, прежде чем он успевает раскрыть, как их убить, и выжившие чудом добираются до берега. Гроган успешно останавливает служителя плотины от открытия водосброса, прежде чем вызвать военных.
Военная группа во главе с полковником Ваксманом и бывшим ученым по Острым зубам доктором Менгерсом распространила яд вверх по течению, игнорируя протесты о том, что пиранья пережила первую попытку. Когда Гроган обнаруживает приток, который обходит плотину, Ваксман и Менгерс помещают его и МакКауна в карантин, чтобы они не предупредили СМИ. Пара убегает, но Ваксман предупреждает правоохранительные органы, чтобы они схватили их, в то время как пираньи нападают на летний лагерь, ранив и убивая многих детей и вожатого лагеря.
Ваксман и Менгерс прибывают в аквапарк, чтобы перехватить Грогана и МакКауна, но пираньи нападают и убивают многих отдыхающих и Ваксмана. Намереваясь не допустить, чтобы пираньи достигли океана и распространились по миру, Гроган и Мэгги реквизируют катер и спешат к закрытому плавильному заводу в надежде, что они смогут использовать его промышленные отходы, чтобы убить мутантов. Они прибывают на завод раньше пираний, но диспетчерский пункт затоплен, что вынуждает Грогана уйти под воду со страховочным тросом. Несмотря на то, что на него напали пираньи, он открывает клапаны, и МакКаун вытаскивает его в безопасное место. Пара возвращается в аквапарк, где Гроган впадает в кататоническое состояние. Во время телеинтервью Менгерс представляет измененную версию событий и преуменьшает значение существования пираний.

## В ролях
| Актёр              | Роль              |
| ------------------ | ----------------- |
| Брэдфорд Диллман   | Пол Гроган        |
| Хезер Мензес       | Мэгги МакКеун     |
| Кевин Маккарти     | доктор Роберт Хок |
| Кинан Уинн         | Джек              |
| Дик Миллер         | Бак Гарднер       |
| Барбара Стил       | доктор Менгерс    |
| Белинда Бэласки    | Бетси             |
| Мелоди Томас Скотт | Лора Дикинсон     |
| Брюс Гордон        | полковник Уоксман |
| Бэрри Браун        | десантник         |
| Пол Бартел         | мистер Дюмон      |
| Шеннон Коллинз     | Сьюзи Гроган      |
| Шоун Нельсон       | Уитни             |
| Ричард Дикон       | Эрл Лайон         |
| Джени Сквайр       | Барбара Рэндольф  |
| Роджер Ричманн     | Дэвид             |

## Выпуск

### Театральный выход
Фильм был показан в Соединенных Штатах компанией New World Pictures в августе 1978 года. Учитывая близость к «Челюстям 2», Universal Pictures рассмотрела судебный запрет, но Спилберг убедил их в обратном.

## Домашние СМИ
В 2004 году New Concorde Home Entertainment выпустила фильм на специальном выпуске DVD.
В 2010 году в связи с выпуском ремейка Shout! Factory переиздала оригинальный фильм на DVD и Blu-ray.
13 марта 2015 года фильм был показан в Ultimate Edition с рейтингом R, представленном журналом Fangoria и специальными гостями Ребеккой МакКендри, куратором Майком Уильямсоном и актрисой Белиндой Баласки.

## Прием

### Критический ответ
На момент выхода фильм получил смешанные отзывы. Роджер Эберт высмеивал «действительно плохие спецэффекты» и «странное принуждение» персонажей «прыгать в воду в тот самый момент, когда они обнаруживают, что она заражена пираньями». Variety написала, что в фильме «не обошлось без захватывающих моментов», и отметила, что шутки для любителей кино добавили «еще одно измерение к рутинной халтуре». Джин Сискель из Chicago Tribune дал фильму половину звезды из четырех, особенно возражая против использования женщин и детей в качестве частых целей нападений. Джилл Форбс из The Monthly Film Bulletin назвала это «быстрым фильмом от компании Кормана, который не может решить, что ей выбрать: ужасы, научная фантастика или социальная комедия, и не рискует с чем-то для всех», и нашел это «очень забавным». Марджори Билбоу из Screen International написала, что фильм «работает как энергичный крик и хихикающая ерунда, потому что всегда что-то происходит, а Джо Данте руководит с лукавой насмешкой, осознавая существование старшего брата Челюстей.
Позже фильм приобрел культовый статус. В настоящее время он имеет рейтинг 70% на Rotten Tomatoes на основе 26 обзоров со средней оценкой 6,42 из 10. Консенсус критиков сайта гласит: «Пиранья, исполненная с подмигиванием и снятая с кривым самосознанием, представляет собой беззастенчивый фильм категории B с сатирической остротой».
Стивен Спилберг назвал фильм «лучшим из пародий на Челюсти».

## Ремейки
На фильм «Пиранья» впервые сделали ремейк в 1995 году; эта версия также была спродюсирована Роджером Корманом и первоначально дебютировала на Showtime. В некоторых эпизодах использовались кадры из оригинального фильма.
Режиссером еще одного ремейка фильма 1978 года является Александр Ажа, который снова работал с партнером по съемкам Грегори Левассером. Эти двое также работали над фильмами других жанров, включая ремейк 2006 года «У холмов есть глаза». Дистрибьютор Dimension Films Боб Вайнштейн сказал Variety: «Мы сохраним забавные и захватывающие аспекты оригинального фильма, но с нетерпением ждем возможности повысить ставки с помощью современного поворота». Фильм вышел 20 августа 2010 года в формате 3D.
Dimension разрабатывала ремейк фильма Джо Данте 1978 года «Пираньи» более года. Предполагалось, что Чак Рассел, который ранее переработал версию «Капли» 1988 года, снял фильм, прежде чем взять на себя Александра Аджа. Аджа намеревался переписать предыдущий сценарий Джоша Столберга и Пита Голдфингера. Ажа объяснил: «Моя цель не в том, чтобы переделать «Пиранью», а в том, чтобы создать совершенно новое приключение, отдающее дань уважения всем фильмам о существах. Я очень горжусь тем, что иду по пути Джо Данте и Джеймса Кэмерона, и с нетерпением жду работа с Грегом Левассером над сценарием, продюсированием и постановкой такого веселого и кровавого захватывающего приключения». В актерский состав фильма входят Элизабет Шу, Кристофер Ллойд, Ричард Дрейфус, Адам Скотт и Джерри О'Коннелл.

## Награды
| Год  | Премия        | Категория           | Результат |
| ---- | ------------- | ------------------- | --------- |
| 1978 | Премия Сатурн | Лучший монтаж       | Победа    |
| 1979 | Премия Сатурн | Лучший фильм ужасов | Номинация |